# Sylvicola nigroclavatus
Sylvicola nigroclavatus är en tvåvingeart som först beskrevs av Edwards 1928.  Sylvicola nigroclavatus ingår i släktet Sylvicola och familjen fönstermyggor. Inga underarter finns listade i Catalogue of Life.